# 黑冠麻鷺
，又作黑冠虎斑鳽，暱稱地瓜鳥、大笨鳥、凱文。臺灣話稱山暗光。是中型的鷺科鳥類，主要分布於東南亞、南亞及東亞南部，其中大部分地區的族群是不普遍留鳥，只有臺灣的族群在近年成為常見的留鳥，另有部分族群會在中國華南、斯里蘭卡與海洋東南亞之間遷徙。

## 特徵

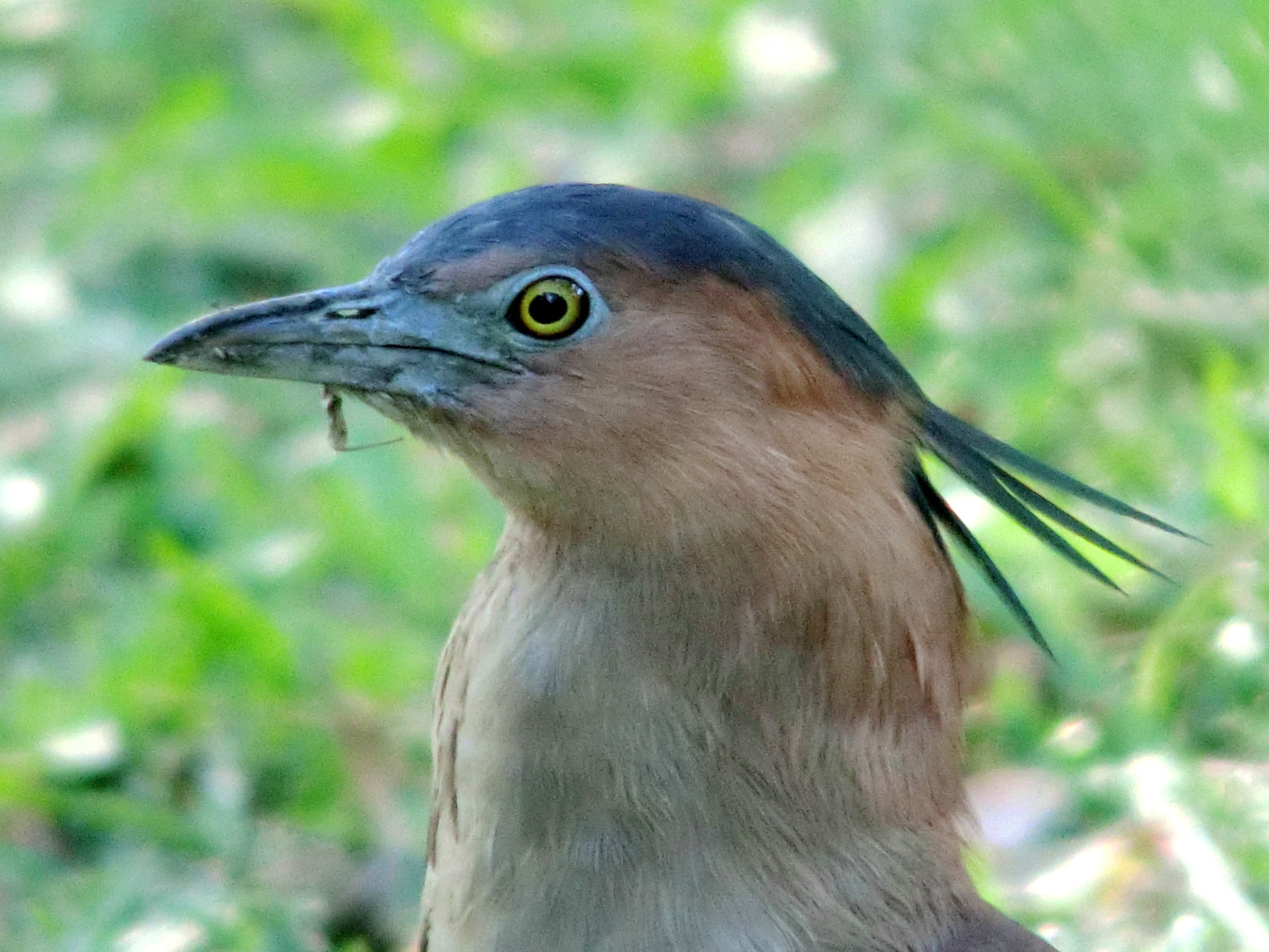
頭部特寫

本物種身長46~47公分，翼長23~25公分，翼展80~85公分，重量417~450公克。冠羽黑色，背部暗紅褐色有黑色橫紋，喙基至眼先藍色，腹面黃褐色帶暗色縱斑，臉、頸部、胸部紅褐色，飛羽黑色，末端有白斑，腳綠色。幼鳥頭頂黑色，羽冠黑色具白斑，背面灰褐色密布灰白色細斑。
該物種的羽色及體型具個體差異及地理差異。

## 分類與分布
此物種由政治家與博物學家斯坦福·莱佛士在蘇門答臘發現，並於1822年發表。屬鷺科麻鷺屬，是本屬的兩個種之一，且為此屬唯一處於無危狀態的物種。
黑冠麻鷺分布範圍大致在東洋界內。其繁殖地及留棲地包括華南、台灣、琉球群島、中南半島、菲律賓、尼科巴群島、印度東部和西高止山南部。越冬地包含斯里蘭卡、馬來半島、大巽他群島、哈馬黑拉島及塔勞群島。
在中國，除主要分布於雲南、海南、廣西外，山東青州、浙江溫州、江蘇徐州、廣東珠海皆曾有觀察記錄。香港大嶼山有記錄，在丙崗則有繁殖記錄。在日本分布於八重山群島的石垣島、西表島和黑島，在四國有記錄。韓國亦曾有迷鳥記錄。在聖誕島和帛琉是迷鳥。

## 生態

### 棲地
黑冠麻鷺棲息於潮濕的亞熱帶森林氣候，且偏好靠近溪流等濕地的環境，平地的沼澤到中低海拔的森林都有，分布上限因地而異，在泰國為1200公尺，在印度東部則高達2300公尺。
在台灣，由於低海拔地區森林的開發，促使野生動物往山區移動，但平地大量的公園、學校、次生林及荒地的出現，亦重新提供了野生動物的生存空間，黑冠麻鷺也是其中一員。約莫1990年代至2000年以前，此物種在台灣尚為低海拔山區的稀有留鳥，且生活隱密難以觀察，但隨著都市綠地的增加，使黑冠麻鷺逐漸向平地擴張，現在學校、公園甚至是路上都有可能發現牠的蹤跡，目前廣泛分布在全島平地及低海拔地區。在都會區綠地內的黑冠麻鷺會避開人造物，且偏好棲息於有遮蔭之處。

### 習性

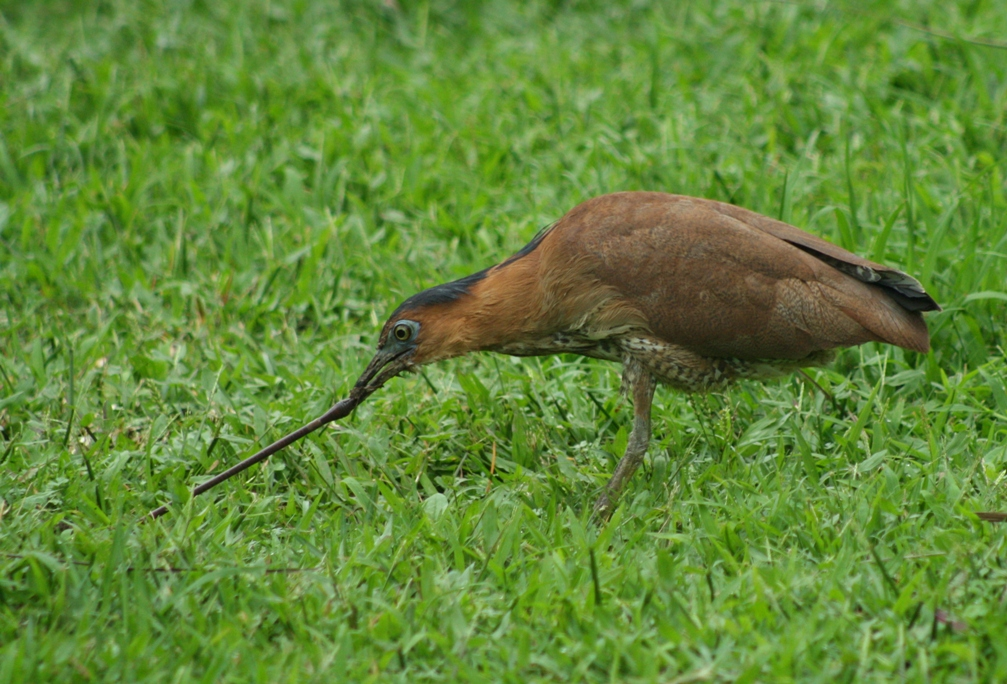
黑冠麻鷺正在捕食蚯蚓

黑冠麻鷺是夜行性鳥類，白天常棲息於樹上或地面植被中，但也會在晨昏單獨、緩慢地於水邊、田野覓食。以蚯蚓為主食，也捕食昆蟲、軟體動物、節肢動物、青蛙、蜥蜴，偶爾也會捕食小魚。在台灣有捕食麻雀、鼴鼠、蛇類的記錄。覓食蚯蚓時，在地面上緩慢行走，以喙刺入土中拔出蚯蚓。
黑冠麻鷺遇驚擾時常佇立不動，伸長並扭動頸部或豎起冠羽。在台北都會的觀察顯示見人而開始走避的距離約為四公尺（距離依地點而不同）。若過度靠近，則緩慢行走後迅速飛去。繁殖期常於夜間鳴叫不止，鳴聲為低沉幽遠的「嗚、嗚、嗚」聲（求偶），威嚇聲為粗啞的嗄嗄聲。

### 繁殖
黑冠麻鷺繁殖於4至9月（都市黑冠繁殖期有逐漸拉長的跡象），單獨或成群在樹木上營巢，離地約五公尺，以樹枝和以唾液築成，交織在樹杈間，也會在蘆葦叢中築巢。一夫一妻共同築巢，並輪流孵卵、育雛，一窩產3~5枚白色有褐色斑點之卵，孵化期28~32天，幼鳥孵化至離巢需32天。有重複使用舊巢位的現象。
據觀察，黑冠麻鷺在未成鳥未換羽時即有繁殖能力，且有年長的幼鳥協助成鳥餵養幼鳥的行為。在台北都會的觀察研究顯示黑冠麻鷺的繁殖成功率、孵化率及幼雛存活率皆高於九成。

### 遷徙
黑冠麻鷺的遷移性尚未有詳細調查，在許多地方都有同時為留鳥和候鳥的紀錄，此物種的生活型態可能為部分遷移，但仍有待更多證據。印度、緬甸和泰國的族群在秋季經斯里蘭卡、馬來西亞等地南遷至蘇門答臘、爪哇和婆羅洲。

## 保育
目前黑冠麻鷺的成熟個體數約為1300至13000隻。由於棲地喪失，許多地區的族群很脆弱，黑冠麻鷺的的族群、求偶、生活方式都未有詳細的研究，使保育行動有所障礙。
由於分布範圍大，在《瀕臨絕種野生動物紅色名錄》中列入無危物種；族群趨勢未有詳細資料，但減少速度應未達到門檻。此物種在1988曾被列入接近受脅物種。
在日本，黑冠麻鷺屬於接近受脅物種。
列入中華人民共和國《國家重點保護野生動物名錄》二級。

## 外部連結
- .   [2023-01-29]. （原始内容存档于2023-05-19）.
- .   [2014-05-19]. （原始内容存档于2014-04-08）.
- . 台灣生物多樣性資訊入口網.   [2023-01-18]. （原始内容存档于2023-02-06）.
- . PanSci 泛科學.   [2017-10-18]. （原始内容存档于2017-10-19）.